# ナカヤマフェスタ
ナカヤマフェスタ（欧字名:Nakayama Festa、2006年4月5日 - ）は、日本の競走馬・種牡馬。主な勝ち鞍は2010年の宝塚記念、2008年の東京スポーツ杯2歳ステークス、2009年のセントライト記念。
2010年の宝塚記念で8番人気ながらブエナビスタらを差し切って優勝し、同年の凱旋門賞ではワークフォースのアタマ差の2着と好走した。

## 競走馬時代

### 出自-デビュー前
母・ディアウィンクは現役時代ダートを中心に20戦1勝。父・ステイゴールド（父サンデーサイレンス）は香港ヴァーズの勝ち馬。
本馬は「ディアウィンクの2006」の名でセレクトセールに出され、調教師の二ノ宮敬宇の進言で和泉信一に購買される。落札価格は1000万円（消費税別）。
馬名の由来は冠名に祝祭日を意味する「Festa」。

### 2008年・2歳
11月2日、内田博幸を鞍上に東京競馬場でデビュー勝ち。続く11月22日の東京スポーツ杯2歳ステークスは蛯名正義に乗り替りとなったが、1番人気のブレイクランアウトに首差の勝利で重賞初勝利となった。

### 2009年・3歳
初戦は1月18日の京成杯。1番人気に支持されたが、2番人気のアーリーロブストに首差届かず2着。その後、トライアルを使わずに4月19日の皐月賞に出走もアンライバルドの8着に敗れる。続く5月31日の東京優駿では後方から追い込んでくるもののロジユニヴァースの4着に敗れる。
約4ヶ月の休養を経た秋競馬緒戦として9月20日のセントライト記念に出走。中団から抜け出し、セイクリッドバレーの追走を半馬身抑え重賞2勝目を飾った。10月25日の菊花賞では中団追走も失速し12着と大敗した。古馬との初対戦となった12月12日の中日新聞杯も前走同様の競馬で13着と大敗した。この年の暮れ、馬主の和泉信子が死去したことに伴い、実父の和泉信一が名義を受け継いだ。

### 2010年・4歳

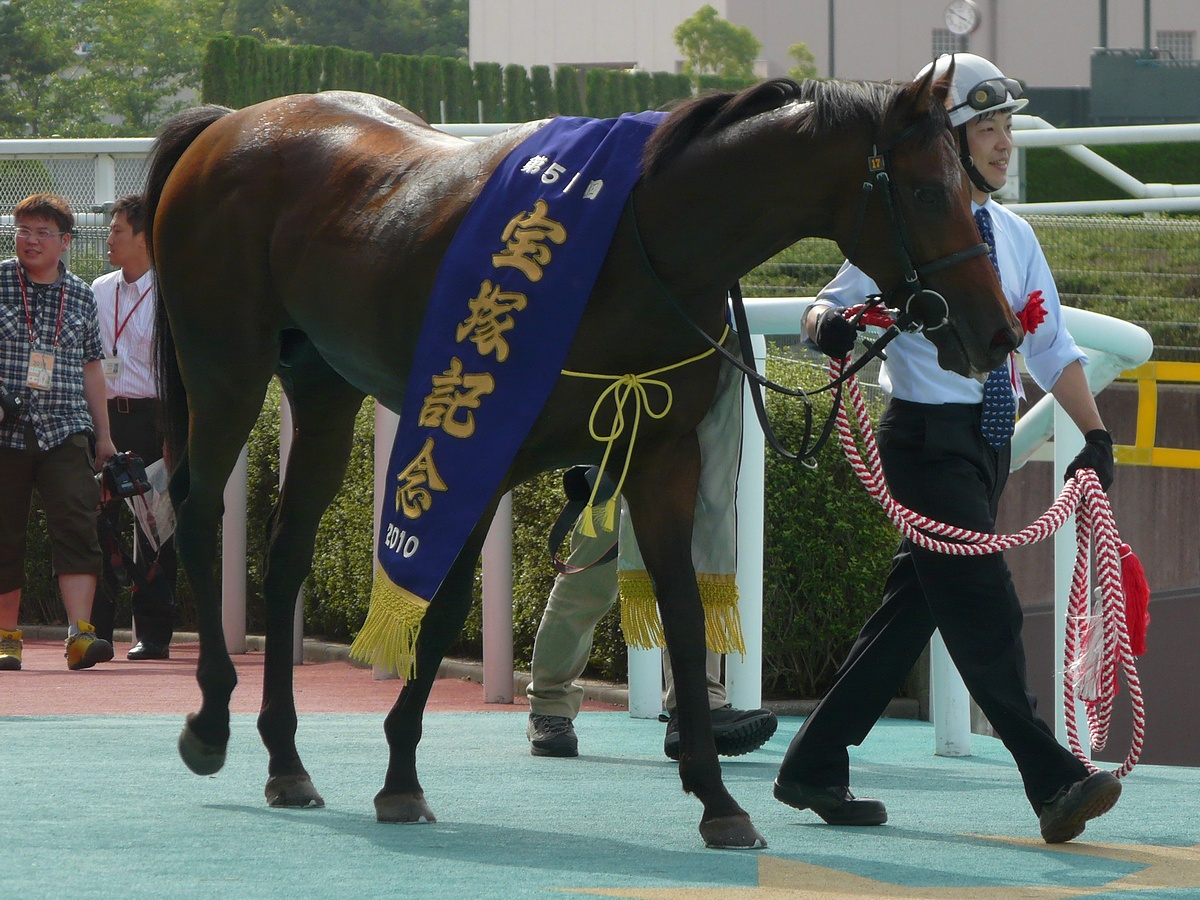
宝塚記念優勝時

柴田善臣との新コンビで4月24日のメトロポリタンステークスから始動。道中先団に位置し直線残り400m手前で抜け出し、そのまま押し切って快勝した。
同年5月、フランスのパリロンシャン競馬場で開催される凱旋門賞の1次登録を行った。

#### 宝塚記念
その後はステップレースを使わず6月27日の宝塚記念に直行することになった。陣営は菊花賞（12着）・中日新聞杯（13着）での大敗から長距離輸送に難があると考え、1週前追い切りの直後に栗東に入厩となった。迎えた宝塚記念は8番人気にとどまった。このレースには、ヴィクトリアマイルを制したブエナビスタ、天皇賞（春）を制したジャガーメイル、重賞2連勝中のアーネストリー、前年の宝塚記念勝ち馬のドリームジャーニー、ナカヤマフェスタと同世代でダービー馬のロジユニヴァースといった好メンバーが揃っていた。道中は中団でレースを進め、4コーナーから進出。直線残り100mでコース中央外寄りから一気に伸び、前で粘る1番人気のブエナビスタとアーネストリーの競り合いを外からかわして、セントライト記念以来の重賞勝利を挙げると共に初のGI競走制覇を果たした。美浦調教馬（関東馬）が宝塚記念を勝利したのはグラスワンダー以来11年ぶりであった。レース後、陣営は凱旋門賞への参戦を表明した。

#### 凱旋門賞出走
秋はヴィクトワールピサとともに凱旋門賞に挑戦することが決定し、鞍上は蛯名正義と発表された。遠征チームは前馬主の和泉信子がファンだった宝塚歌劇団にちなみ「チームすみれの花」と名付けられた。
ナカヤマフェスタが凱旋門賞に挑戦する話が浮上したのは、ダービーの頃であった。二ノ宮敬宇調教師が凱旋門賞への登録を希望していたという。ただし、この時点では出走登録をするのみで、実際に出走するとは決まっていなかった。ところが、宝塚記念に勝利したため、凱旋門賞出走が本格的な話となった。宝塚の賞金は約1億3000万円で、馬主の取り分が1億円弱であり、凱旋門賞遠征は税金なども含めて馬主の取り分とほぼ同じ額が必要であったというが、馬主の和泉信一は「まあいいや」と遠征を決定した。現地の受け入れ先は、二ノ宮調教師が11年前にエルコンドルパサーを遠征させた時と同じであるトニー・クラウト厩舎であった。
9月12日にはそのステップレースであるフォワ賞に出走。スタート直後は先頭に立つものの道中は3番手につけ、直線での追い比べから2着に入った。
そして迎えた本番の凱旋門賞では中団外目につけるが、最終コーナー付近で鞍上が数度立ちあがるほどの不利を受ける。直線では一旦先頭に立つものの、内から差してきたワークフォースとの叩き合いの末、わずかに及ばず2着となった。この結果、日本調教馬ではエルコンドルパサー以来の、内国産馬では初の凱旋門賞連対となった。また、凱旋門賞後に発表されたワールド・サラブレッド・ランキング（2010年4月1日〜10月3日集計分）では、世界6位とタイなる127ポンドを獲得した。

#### 帰国後
帰国初戦となったジャパンカップに2番人気で出走、道中好位追走も直線では全く伸びず日本馬最下位となる14着に終わった。この2日後に左肩ハ行、左前脚膝裏の内出血を発症していたことか判明し、年末の有馬記念は回避することになったものの、宝塚記念優勝、凱旋門賞2着の成績からJRA賞最優秀4歳以上牡馬を受賞した。

### 2011年・5歳
春シーズンは休養し、フォワ賞をステップに凱旋門賞を目指すことになった。フォワ賞では好スタートから先手を取ったが最下位4着。本番の凱旋門賞は後方2番手からの競馬となったが直線で伸びず11着に終わった。その後、現役を引退、種牡馬入りすることを管理調教師の二ノ宮敬宇が10月13日に表明し、11月2日付で競走馬登録を抹消した。

## 種牡馬時代
2012年からブリーダーズ・スタリオン・ステーションにおいて種牡馬生活を開始。種付け料は受胎条件70万、出生条件100万。種付け数は初年度から111・105・99と安定して100頭近い牝馬を集めることに成功した。2015年から産駒がデビュー。しかしなかなか活躍馬が現れず、4年目（2015年）は124頭の牝馬を集めた種付け数も翌年は35頭と激減、2017年には更に半減して16頭となっている。
2017年限りで種牡馬シンジケートが解散されたが、2018年の日経賞をガンコが制し、産駒の重賞初制覇となった。
2018年は種付けを休止していたが、2019年よりアロースタッドに移動して種牡馬活動を再開することになった。
2023年7月13日、ジェイエスとアロースタッドにより種牡馬を引退し、功労馬としてうらかわ優駿ビレッジAERUで繋養されることが発表された。

### 主な産駒
- 2013年産
  - ガンコ（日経賞[54]）
- 2017年産
  - バビット（ラジオNIKKEI賞、セントライト記念）

## 競走成績
| 年月日 | 年月日 | 年月日 | 競馬場     | 競走名             | 格     | 頭数 | 枠番 | 馬番 | オッズ （人気） | オッズ （人気） | 着順 | 騎手     | 斤量 〔kg〕 | 距離（馬場）  | タイム （上り3F） | タイム 差 | 勝ち馬/（2着馬）       |
| 2008.  | 11.    | 2      | 東京       | 2歳新馬            |        | 17   | 1    | 2    | 5.6             | （3人）         | 1着  | 内田博幸 | 55          | 芝1600m（良） | 1.35.9 (34.5)     | 0.0       | （ヴィーヴァミラコロ） |
|        | 11.    | 22     | 東京       | 東京スポーツ杯2歳S | JpnIII | 14   | 4    | 5    | 27.5            | （9人）         | 1着  | 蛯名正義 | 55          | 芝1800m（良） | 1.47.7 (33.8)     | 0.0       | （ブレイクランアウト） |
| 2009.  | 1.     | 18     | 中山       | 京成杯             | GIII   | 13   | 2    | 2    | 2.6             | （1人）         | 2着  | 蛯名正義 | 57          | 芝2000m（良） | 2.02.7 (35.0)     | 0.0       | アーリーロブスト       |
|        | 4.     | 19     | 中山       | 皐月賞             | JpnI   | 18   | 4    | 7    | 24.2            | （6人）         | 8着  | 蛯名正義 | 57          | 芝2000m（良） | 2.00.1 (36.3)     | 1.4       | アンライバルド         |
|        | 5.     | 31     | 東京       | 東京優駿           | JpnI   | 18   | 4    | 7    | 25.1            | （9人）         | 4着  | 蛯名正義 | 57          | 芝2400m（不） | 2.34.5 (39.0)     | 0.8       | ロジユニヴァース       |
|        | 9.     | 20     | 中山       | セントライト記念   | JpnII  | 18   | 8    | 17   | 4.3             | （2人）         | 1着  | 蛯名正義 | 56          | 芝2200m（良） | 2:12.0 (35.0)     | -0.1      | （セイクリッドバレー） |
|        | 10.    | 25     | 京都       | 菊花賞             | JpnI   | 18   | 8    | 16   | 8.4             | （4人）         | 12着 | 蛯名正義 | 57          | 芝3000m（良） | 3:05.2 (36.5)     | 1.7       | スリーロールス         |
|        | 12.    | 12     | 中京       | 中日新聞杯         | GIII   | 15   | 6    | 10   | 5.0             | （3人）         | 13着 | 蛯名正義 | 56          | 芝2000m（良） | 1.59.5 (37.3)     | 2.1       | アーネストリー         |
| 2010.  | 4.     | 24     | 東京       | メトロポリタンS    | OP     | 14   | 6    | 10   | 5.6             | （3人）         | 1着  | 柴田善臣 | 56          | 芝2400m（良） | 2.26.1 (34.3)     | -0.3      | （トップカミング）     |
|        | 6.     | 27     | 阪神       | 宝塚記念           | GI     | 17   | 8    | 17   | 37.8            | （8人）         | 1着  | 柴田善臣 | 58          | 芝2200m（稍） | 2:13.0 (35.8)     | -0.1      | （ブエナビスタ）       |
|        | 9.     | 12     | ロンシャン | フォワ賞           | G2     | 6    | 1    | 3    |                 | （3人）         | 2着  | 蛯名正義 | 58          | 芝2400m（良） | 計測不能          | 3/4身     | Duncan                 |
|        | 10.    | 3      | ロンシャン | 凱旋門賞           | G1     | 20   | 10   | 7    |                 | （9人）         | 2着  | 蛯名正義 | 59.5        | 芝2400m（不） | 計測不能          | アタマ    | Workforce              |
|        | 11.    | 28     | 東京       | ジャパンC          | GI     | 18   | 6    | 11   | 7.7             | （2人）         | 14着 | 蛯名正義 | 57          | 芝2400m（良） | 2:26.1 (35.2)     | 0.9       | ローズキングダム       |
| 2011.  | 9.     | 11     | ロンシャン | フォワ賞           | G2     | 4    | 3    | 3    |                 | （4人）         | 4着  | 蛯名正義 | 58          | 芝2400m（良） | 計測不能          | 3身       | Sarafina               |
|        | 10.    | 2      | ロンシャン | 凱旋門賞           | G1     | 16   | 5    | 16   |                 | （10人）        | 11着 | 蛯名正義 | 59.5        | 芝2400m（良） | 計測不能          |           | Danedream              |

## エピソード

### ナカヤマフェスタとスミレの花
ナカヤマフェスタの凱旋門賞遠征チームは、前馬主の和泉信子がファンだった宝塚歌劇団にちなみ「チームすみれの花」と名付けられた。
凱旋門賞出走前のインタビューにおいては、質問者が「スミレの花言葉には謙虚とか誠実という意味があるらしいです。ナカヤマフェスタという馬の生き方にすごく似合っているような気がするんですが」と述べた際に、馬主の和泉信一は「いま思うと本当にそうですね。そこら辺に咲いていて、派手さもないし、そんなに高く評価されるわけでもない。フェスタは1000万円の安馬でしたからね。誰も注目なんかしませんよ。だから謙虚、だから誠実に生きるしかない。だけれども、自分の能力だけはきっちり誠実に走ってくる。そういう馬なんだね。スミレの花はコンクリートの隙間を破って生えてくる。そういう生命力の強さというか、したたかさも秘めていますね。そういうのも全部ひっくるめてフェスタはスミレの花なんだなぁって思いますよ」と返答した。

### ナカヤマフェスタの気性
ブリーダーズスタリオンステーション場長の坂本教文は、初めにナカヤマフェスタを受け入れた際について「ステイの子というのもあるし、現役時代のエピソードからもクセがありそうだったから最初は警戒しましたよ」と述べている。しかし、迎えてみたところ、大人しい馬で拍子抜けしたという。
ナカヤマフェスタについて坂本は「普段は大人しいけど、雨が降ると放牧に出たがらなかったり、天気が良くても気分がのらないと放牧地へ向かう途中で立ち往生したりと、気分屋なところはありますね。周りの状況、人や他の馬たちの動きをよく観察してから次の行動に出るような賢さは父と共通してます。自分の中で納得すればちゃんと指示に従ってくれますから、手にあまるわけではありませんしね。ステイに似てないところは、何と言っても攻撃性がないところ。これは助かります」と述べている。
父・ステイゴールドも担当していた工藤礼次は「顔なんかは、よく似ていると思います。でも、ステイゴールドに比べるとナカヤマフェスタの方が穏やかです。激しさは持っているのですが、それを表面に出さない我慢強さのようなものを持っています」と述べている。

## 血統表
| ナカヤマフェスタの血統        | ナカヤマフェスタの血統                                             | ナカヤマフェスタの血統                                             | （血統表の出典）                                                   | （血統表の出典）  |
| 父系                          | サンデーサイレンス系/ヘイロー系                                    | サンデーサイレンス系/ヘイロー系                                    | サンデーサイレンス系/ヘイロー系                                    | [ § 2 ]           |
| 父 ステイゴールド 1994 黒鹿毛 | 父の父*サンデーサイレンス Sunday Silence 1986 青鹿毛               | Halo                                                               | Hail to Reason                                                     | Hail to Reason    |
| 父 ステイゴールド 1994 黒鹿毛 | 父の父*サンデーサイレンス Sunday Silence 1986 青鹿毛               | Halo                                                               | Cosmah                                                             |                   |
| 父 ステイゴールド 1994 黒鹿毛 | 父の父*サンデーサイレンス Sunday Silence 1986 青鹿毛               | Wishing Well                                                       | Understanding                                                      | Understanding     |
| 父 ステイゴールド 1994 黒鹿毛 | 父の父*サンデーサイレンス Sunday Silence 1986 青鹿毛               | Wishing Well                                                       | Mountain Flower                                                    |                   |
| 父 ステイゴールド 1994 黒鹿毛 | 父の母ゴールデンサッシュ 1988 栗毛                                 | *ディクタス Dictus                                                 | Sanctus                                                            | Sanctus           |
| 父 ステイゴールド 1994 黒鹿毛 | 父の母ゴールデンサッシュ 1988 栗毛                                 | *ディクタス Dictus                                                 | Dronic                                                             |                   |
| 父 ステイゴールド 1994 黒鹿毛 | 父の母ゴールデンサッシュ 1988 栗毛                                 | ダイナサッシュ                                                     | *ノーザンテースト                                                  | *ノーザンテースト |
| 父 ステイゴールド 1994 黒鹿毛 | 父の母ゴールデンサッシュ 1988 栗毛                                 | ダイナサッシュ                                                     | *ロイヤルサッシュ                                                  |                   |
| 母 ディアウィンク 1998 鹿毛   | 母の父*タイトスポット 1987 鹿毛                                    | His Majesty                                                        | Ribot                                                              | Ribot             |
| 母 ディアウィンク 1998 鹿毛   | 母の父*タイトスポット 1987 鹿毛                                    | His Majesty                                                        | Flower Bowl                                                        |                   |
| 母 ディアウィンク 1998 鹿毛   | 母の父*タイトスポット 1987 鹿毛                                    | Premium Win                                                        | Lyphard                                                            | Lyphard           |
| 母 ディアウィンク 1998 鹿毛   | 母の父*タイトスポット 1987 鹿毛                                    | Premium Win                                                        | Classic Perfection                                                 |                   |
| 母 ディアウィンク 1998 鹿毛   | 母の母セイレイ 1991 鹿毛                                           | *デインヒル                                                        | Danzig                                                             | Danzig            |
| 母 ディアウィンク 1998 鹿毛   | 母の母セイレイ 1991 鹿毛                                           | *デインヒル                                                        | Razyana                                                            |                   |
| 母 ディアウィンク 1998 鹿毛   | 母の母セイレイ 1991 鹿毛                                           | *センスオブリズム                                                  | Cure the Blues                                                     | Cure the Blues    |
| 母 ディアウィンク 1998 鹿毛   | 母の母セイレイ 1991 鹿毛                                           | *センスオブリズム                                                  | Sensibility                                                        |                   |
| 母系(F-No.)                   | センスオブリズム(IRE)系(FN:F3-h)                                   | センスオブリズム(IRE)系(FN:F3-h)                                   | センスオブリズム(IRE)系(FN:F3-h)                                   | [ § 3 ]           |
| 5代内の近親交配               | Hail to Reason 4×5、Northern Dancer 5×5×5、His Majesty 3×5（母内） | Hail to Reason 4×5、Northern Dancer 5×5×5、His Majesty 3×5（母内） | Hail to Reason 4×5、Northern Dancer 5×5×5、His Majesty 3×5（母内） | [ § 4 ]           |
| 出典                          | 1. 2. 3. 4.                                                        | 1. 2. 3. 4.                                                        | 1. 2. 3. 4.                                                        | 1. 2. 3. 4.       |

- 半妹にディアアレトゥーサ（父トーセンダンス、紫苑ステークス）がいる。

主な近親
主な近親は4代母Sensibilityの産駒ツリーオブノレッジ、ツリーオブノレッジの産駒North of Edenと続いている牝系から輩出されている。
- Sensibilityの孫（いずれもツリーオブノレッジ産駒）にTheatrical（ブリーダーズカップ・ターフなど）、タイキブリザード（安田記念）、Victory Dance（種牡馬）がいる。
- Sensibilityを3代母として持つ近親（いずれもNorth of Eden産駒）にはパラダイスクリーク（アーリントンミリオンなど）、Forbidden Apple（マンハッタンハンデキャップ）がいる。
- その他、Sensibility－ツリーオブノレッジ－North of Edenの牝系からはデビッドジュニア（アーリントンミリオンなど）が出ている。